# Goulkevitchi
Goulkevitchi (en russe : Гулькевичи) est une ville du kraï de Krasnodar, en Russie, et le centre administratif du raïon Goulkevitchski. Sa population s'élevait à 34 215 habitants en 2019.

## Géographie
Goulkevitchi se trouve à 52 km au nord-ouest d'Armavir, à 105 km à l'ouest-sud-ouest de Stavropol, à 141 km à l'est-nord-est de Krasnodar et à 1 175 km au sud-est de Moscou.

## Histoire
Fondée en 1875, Goulkevitchi accéda au statut de commune urbaine en 1959, puis au statut de ville en 1961.

## Population
Recensements (*) ou estimations de la population
| 1959*  | 1970*  | 1979*  | 1989*  | 2002*  | 2010*  | 2012   |
| ------ | ------ | ------ | ------ | ------ | ------ | ------ |
| 20 280 | 22 052 | 27 290 | 31 668 | 35 141 | 35 244 | 34 933 |

| 2013   | 2014   | 2015   | 2016   | 2017   | 2018   | 2019   |
| ------ | ------ | ------ | ------ | ------ | ------ | ------ |
| 34 645 | 34 479 | 34 347 | 34 289 | 34 360 | 34 236 | 34 215 |

## Économie
L'économie repose sur la transformation des produits de l'agriculture et de l'élevage (céréales, fruits, porcs, volaille) et les matériaux de construction. La principale entreprise, Kavkazski Zavod Jelezobetonnykh, fabrique des traverses en béton armé.